# Giovanni Antonio Viperano
Giovanni Antonio Viperano (Messina, 1535 – Giovinazzo, 23 marzo 1610) è stato un vescovo cattolico, poeta e storiografo italiano, noto per i suoi contributi alla filosofia, alla retorica e alla teologia.
Figura poliedrica del Rinascimento, seppe combinare una produzione letteraria raffinata con un'apprezzata attività pastorale.

## Biografia

### Primi anni e formazione
Nato a Messina nel 1535 da Nicola Viperano e Francesca Armaleo, proveniva da una famiglia rispettata per la propria integrità e influenza. Ricevette la sua prima educazione umanistica dal padre, che ricordò sempre con affetto e gratitudine. Successivamente, si immerse nello studio delle lettere classiche, coltivando una passione per l'oratoria e la poesia. Era convinto che il migliore stile oratorio derivasse da un equilibrio tra la concisione di Demostene e l'abbondanza di Cicerone, ai quali si ispirò profondamente. Parallelamente si dedicò alla poesia, ispirandosi ai modelli di Virgilio e Orazio.
Frequentò il Collegio dei Gesuiti a Messina, dove approfondì retorica e filosofia. Si unì all’Ordine con l’approvazione di Ignazio di Loyola, ma lasciò la Compagnia di Gesù alcuni anni dopo, deluso dalla gestione interna e spinto dal desiderio di dedicarsi alla scrittura e all’insegnamento.

### Carriera letteraria
Si distinse presto come autore prolifico, pubblicando opere che abbracciavano una vasta gamma di argomenti. Tra i suoi primi lavori vi è il trattato filosofico De summo bono (1575), in cui combinò con eleganza i principi della filosofia morale con la religione cristiana. La sua De poetica, pubblicata nel 1579, rifletteva un'analisi approfondita delle regole di Aristotele e Orazio, che egli adattò alle esigenze del suo tempo. Tra le sue altre opere significative vi sono De scribendis virorum illustrium vitis (1580), un manuale sull’arte biografica, e il commentario In M.T. Ciceronis de optimo genere oratorum commentarius (1581), in cui dimostrò la sua profonda conoscenza del greco e del latino.
Scrisse inoltre numerose orazioni su temi filosofici, tra cui De utilitate scientiarum e De perfecta habitu hominis (1581), che esploravano l’utilità delle scienze e le qualità ideali dell’uomo. La sua De scribenda historia (1589) divenne un punto di riferimento per gli studiosi di storiografia.

### Episcopato e attività pastorale
Nel 1589 fu nominato vescovo di Giovinazzo da papa Sisto V. Durante il suo episcopato si dedicò con impegno alla riforma del clero e al miglioramento delle strutture ecclesiastiche, istituendo confraternite e promuovendo il restauro di chiese. Sebbene fosse spesso assente per incarichi diplomatici e religiosi, lasciò un'impronta duratura nella diocesi. Morì a Giovinazzo il 23 marzo del 1610, lasciando un’eredità intellettuale che continua a essere apprezzata dagli studiosi. Fu sepolto nella Concattedrale di Santa Maria Assunta, dove una lapide ne perpetua la memoria.

## Opere
Le opere di Viperano riflettono un profondo amore per le lettere e un impegno costante nella divulgazione del sapere. Tra i suoi contributi più noti si annoverano poesie latine, orazioni e trattati filosofici, nonché l'ode a Giovanni d'Austria, celebrativa della vittoria sui Turchi a Lepanto. La sua capacità di rendere accessibili concetti complessi lo rese una figura di riferimento nel panorama culturale dell’epoca.
- (LA) Giovanni Antonio Viperano, De rege, et regno liber, Anversa, Christophe Platin, 1569, SBN RMLE007140.
- (LA) Giovanni Antonio Viperano, De scribendis virorum illustrium vitis, Perugia, Valente Panizza, 1570, SBN BVEE008266.
- (LA) Giovanni Antonio Viperano, De summo bono, Napoli, Orazio Salviani, 1575, SBN BVEE008255.
- (LA) Giovanni Antonio Viperano, De poetica, Anversa, Christophe Platin, 1579, SBN BVEE008252.
- (LA) Giovanni Antonio Viperano, In M. T. Ciceronis de optimo genere oratorum commentarius, Anversa, Christophe Platin, 1581, SBN CAGE028035.
- (LA) Giovanni Antonio Viperano, Orationes VI, Anversa, Christophe Platin, 1581, SBN BRIE000409.
- (LA) Giovanni Antonio Viperano, De componenda oratione, Anversa, Christophe Platin, 1581, SBN BRIE000410.
- (LA) Giovanni Antonio Viperano, De scribenda historia liber, Anversa, Christophe Platin, 1589, SBN BRIE000411.
- (LA) Giovanni Antonio Viperano, De virtute, Napoli, Giuseppe Cacchi, 1592, SBN BVEE008292.